# Hydriomena bicommata
Hydriomena bicommata là một loài bướm đêm trong họ Geometridae.